# Reading F.C.
Reading Football Club ali na kratko Reading je angleški nogometni klub iz mesta Reading. Ustanovljen je bil 25. decembra 1871 in je s tem eden najstarejših angleških nogometnih klubov. Trenutno igra v Championshipu, 2. angleški nogometni ligi.
Reading ima v svoji zgodovini dva pokala 2. lige (2006, 2012), tri pokale 3. lige (1926, 1986, 1994) in 1 pokal 4. lige (1979). Do danes pa je trikrat igral v Premier League. Nazadnje v sezoni 2012/13, kjer je končal kot predzadnji. 
Reading drži rekord v zaporednih ligaških zmagah na začetku sezone. Slednje se je zgodilo na začetku sezone 1985/86, ko je dosegel trinajst zaporednih zmag. Ima pa tudi rekordno število točk v profesionalni ligaški sezoni. To pa se je zgodilo v sezoni 2005/06, ko je na koncu sezone v 2. ligi dosegel 106 točk.
Readingov domači stadion je bil sprva Elm Park, od leta 1998 naprej pa je Madejski. Barvi dresov sta modra in bela. Nadimek nogometašev je The Royals.